# Carlo Broggi

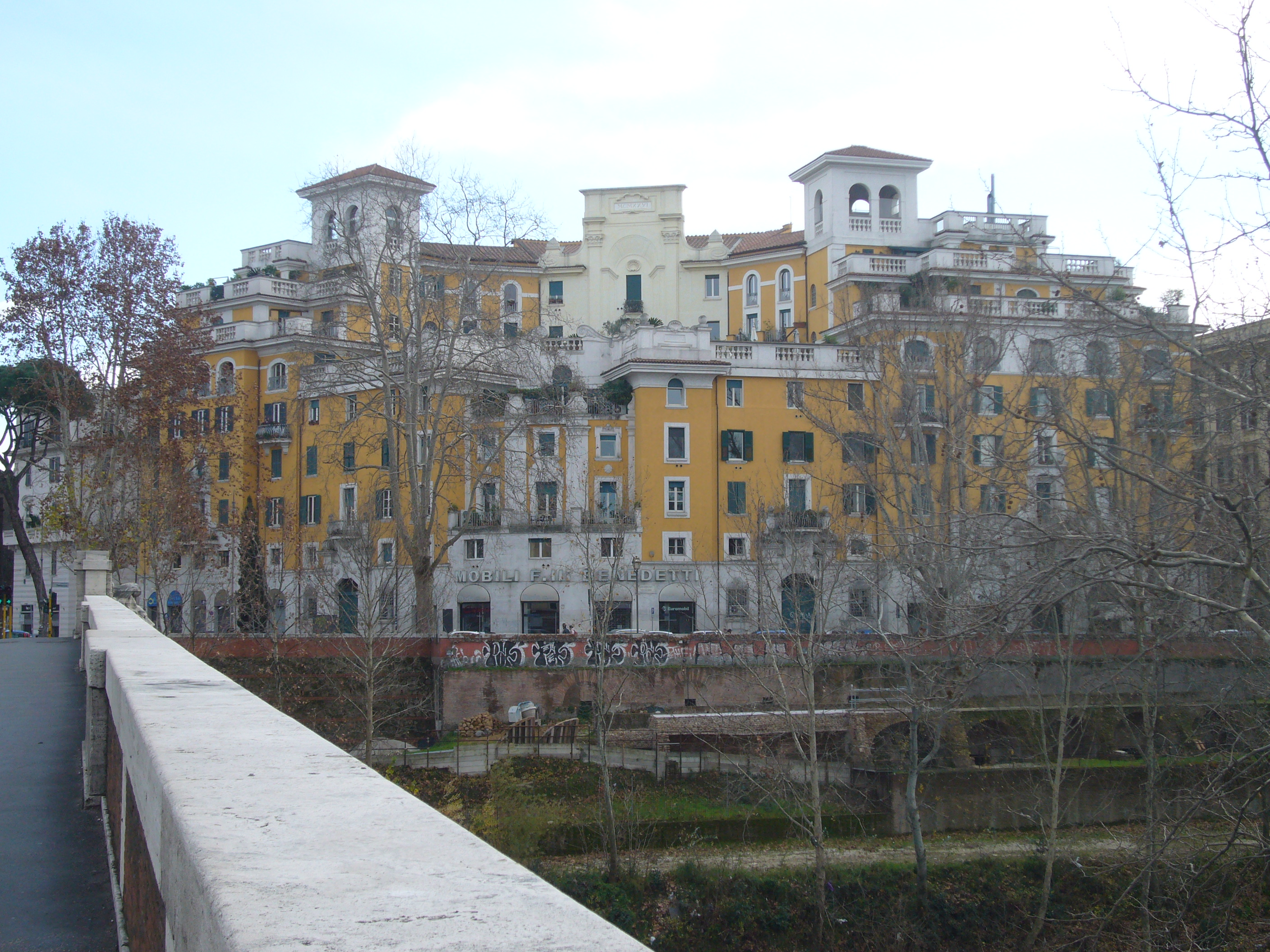
Roma, palazzo detto "il Cremlino" a Testaccio (Broggi 1926)

Grattacielo Ina Assitalia, Palermo

Carlo Broggi (Milano, 18 ottobre 1881 – Roma, 17 marzo 1968) è stato un architetto italiano.

## Biografia
Carlo Broggi è figlio dell'architetto Luigi Broggi (1851-1926). È conosciuto come uno dei cinque architetti internazionali che furono selezionati a Ginevra per costruire un edificio per la Società delle Nazioni. Iniziato nel 1929 venne completato nel 1937. L'edificio oggi ospita il quartier generale delle Nazioni Unite a Ginevra (Ufficio delle Nazioni Unite a Ginevra).
Nel 1912 Broggi viene scelto per la realizzazione di un progetto tram a Milano, progetto mai realizzato. 
Nel 1924 fu incaricato di realizzare un edificio residenziale a Roma in Piazzale dell'Emporio 1, poi completato nel 1926. L'edificio è soprannominato "Il Cremlino".

## Opere
- 1920 - Palazzo dell'INA, Roma

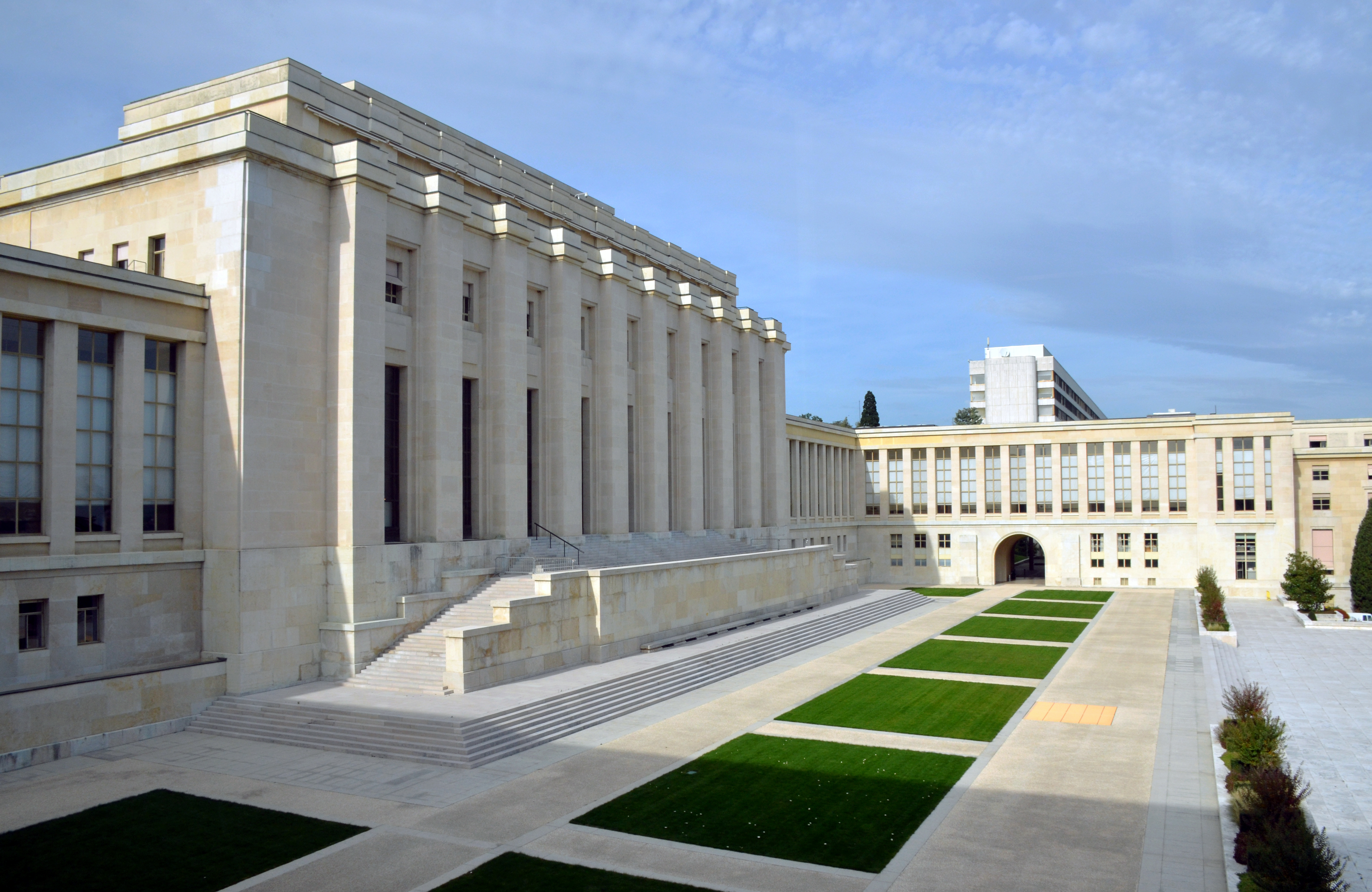
Palais des Nations, Ginevra

- 1924 - Edificio residenziale, Roma[4]
- 1926 - Immobile detto "il Cremlino" (Roma, Testaccio)[5]
- 1937 - Quartier Generale delle Nazioni Unite, Ginevra
- 1955 - Grattacielo Ina Assitalia, Palermo